# Сражение при Блади-Ран
Сражение при Блади-Ран (англ. Battle of Bloody Run) — вооружённое столкновение между индейскими воинами и солдатами британской армии, произошедшее 31 июля 1763 года во время Восстания Понтиака на территории современного города Детройт. В попытке прорвать осаду форта Детройт, около 250 британских солдат под руководством капитана Джеймса Дэлиелла совершили внезапное нападение на лагерь Понтиака. Индейцы отбили атаку и британцы в форте снова оказались на осадном положении.

## Предыстория
16 июня 1763 года главнокомандующему британскими войсками в Северной Америке Джеффри Амхерсту стало известно о нападении на рейнджеров Эйбрахама Кайлера при Пойнт-Пили. Армии, победившей французов, больше не было в его распоряжении. Многие подразделения отбыли обратно в Британию, а большинство оставшихся регулярных войск, численностью 9000 солдат, находились либо в долине реки Святого Лаврентия, сторожа новых подданных империи, либо исполняли такую же службу во Флориде. Немногочисленные ополченцы, всё ещё находившиеся на службе, должны были быть распущены до конца месяца.
Несмотря на проблемы с войсками, Амхерст приказал своему адъютанту, капитану Джеймсу Дэлиеллу, принять командование ротой лёгкой пехоты, направленной в форт Стэнуикс, с инструкциями собрать ещё столько людей, сколько удастся, с постов по пути в Освего. Достигнув форта Ниагары, Дэлиелл должен быть проследовать оттуда в Детройт.
Нехватка людей побудила суперинтенданта по делам индейцев Уильяма Джонсона предложить набрать воинов среди чероки, махиканов или семи наций, но Амхерст отказал ему. Вместо этого он обратился к губернаторам Пенсильвании и Нью-Йорка с просьбой собрать ополченцев среди белого населения, но его действия не увенчались успехом. 
Дэлиелл также пытался пополнить свою команду. В Олбани он просил Джона Ван Ренселера, крупнейшего местного землевладельца, набрать людей среди его арендаторов. Ван Ренселер ответил ему отказом, сказав, что не обладает таким влиянием. Обращение к местным ополченцам получило такой же ответ. Поняв, что может полагаться только на собственные ограниченные ресурсы, Дэлиелл, не теряя времени, отправился в форт Ниагара. Ожидая враждебных действий со стороны сенека, он продвигался с осторожностью и без инцидентов достиг военного поста, а затем выступил к форту Преск-Иль. 15 июля 1763 года капитан обнаружил форт сожжённым дотла. На следующий день он снова продолжил путь и направился в форт Сандаски, куда прибыл 25 июля. Оставив отделение сторожить лодки, Дэлиелл проследовал в селение вайандотов, которое оказалось покинутым. Разрушив дома и уничтожив посевы, он возвратился к форту. 29 июля 1763 года, совершив поход в густом тумане и проскользнув мимо вайандотов и потаватоми, Дэлиелл оказался в форте Детройт.

## Сражение
По прошествии менее двух суток с момента своего прибытия, Дэлиелл предложил атаковать лагерь Понтиака с помощью ночного марш-броска. Командующий фортом Генри Гладуин выступил против этого плана, так как местность между фортом и индейским лагерем была мало изучена. Он также усомнился, что индейцев можно застать врасплох. Дэлиелл заявил, что комендант может действовать как пожелает, но он не видит затруднений в выполнении своего плана и готов нанести удар по врагу. В конце концов Гладуин был вынужден уступить вопреки собственному суждению. Было решено, что капитан примет командование над 250 солдатами и будет сопровождаться двумя французами, Жаком Беби и Сен-Мартеном, доказавшим свою преданность.
Отряд выступил ранним утром 31 июля 1763 года колонной по двое вдоль берега реки Детройт. Экспедицию сопровождал Роберт Роджерс с отрядом рейнджеров, прибывший в форт Детройт с Дэлиеллом. Совершив полуторамильный марш, солдаты развернулись повзводно, по 30 человек. Когда войско Дэлиелла попыталось пересечь ручей, индейцы открыли огонь, ранив командира и убив несколько человек. Несмотря на потери, британцы продолжили натиск, но темнота мешала им вести бой. Через некоторое время индейцы стали окружать солдат. Британцы вели бой ещё около часа, после чего, капитан Дэлиелл приказал отступать. Вскоре он был убит, а его приемник, капитан Грей ранен,и командование перешло к капитану Гранту. Ситуация сложилась критическая, так как Роджерс без лодок для прикрытия фланга не мог отступить, находясь под сильным огнём неприятеля. Когда вельботы смогли предоставить прикрытие Роджерсу своими вертлюжными орудиями, его люди воссоединились с основными силами британцев. На рассвете следующего дня солдаты вернулись в форт Детройт.

## Последствия
Вылазка Дэлиелла обошлась британцам в 18 убитых и 38 раненых. Большинство потерь пришлось на 55-й полк, наступавший по мосту через ручей Блади-Брук. Потери индейцев составили 7 убитых и около дюжины раненых. Среди оставленных убитых было и тело капитана Дэлиелла, пытавшего перегруппировать свои силы. Оджибве, в знак признания его храбрости, съели его сердце. 
Для Понтиака это сражение было значительным успехом. Лишь недостаток дисциплины не позволил индейцам полностью уничтожить отряд Дэлиелла. Несмотря на прибытие подкрепления, британцы снова оказались заперты в форте. Лидер индейцев не только сумел защитить свой лагерь, но и вынудил отступить солдат, которые понесли потери, троекратно превышающие его собственные, несмотря на то, что реку контролировали британские вельботы.
В письме Амхерсту Генри Гладуин пытался смягчить истинное положение дел. По его признанию, многочисленность врага и его смелость, стали причинами неудачи британцев, но большую часть вины он возлагал на капитана Дэлиелла. Форт Детройт по-прежнему оставался в осадном положении и Гладуин ждал прибытия значительных сил, как минимум 1400 солдат, которые смогут выбить индейцев из их лагеря. Он считал, что меньшим числом справиться с индейцами будет невозможно, так как Понтиак ожидал существенных подкреплений.

### Статьи
- Ashbacker, Rick. Indian War WOCOKA: Pontiac's Siege at Fort Detroit (англ.) // Military Collector & Historian. — Rutland, Massachusetts: Company of Military Historians, 2020. — Vol. 72, iss. 4. — P. 365—379. — ISSN 0026-3966.